# Багх-Е Бабур

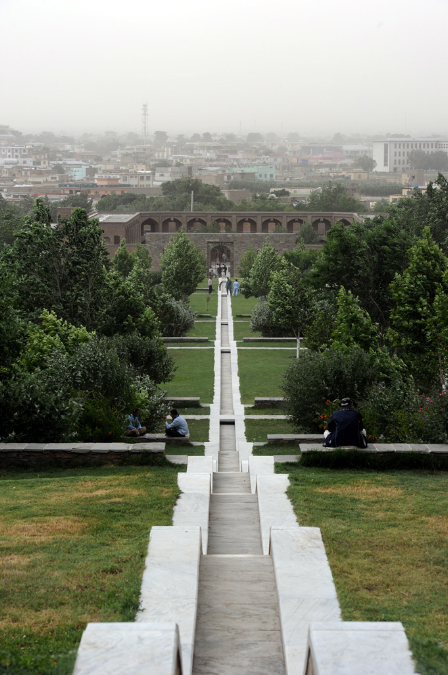
Багхт — Е Бабур

34°30′11″ пн. ш. 69°09′36″ сх. д. / 34.503° пн. ш. 69.16° сх. д.
Багх-Е Бабур або сади Бабура (пушту: باغ بابر / перська: باغ بابر) — історичний парк в Кабулі, Афганістан, а також у минулому місце відпочинку першого імператора Моголів Бабура.

## Історія
Вважається, що сади були замовлені імператором Бабуром близько 1528 року. Знаменитий Багх — Е Бабур є однією з визначних пам'яток країни, яка відрізняється ретельною продуманістю посадок. В часи могольських імператорів тут вирощувалося багато унікальних рослин. Серед них були різні сорти фруктів, баштанних і багато іншого, що раніше зовсім не зустрічалося на даній території. Будівництво парку з усипальницею було закінчено в 1529 році. Сад був створений у вигляді серії каскадних терас в кількості 15 штук, виконаних в традиційному стилі монгольської архітектури, головна вісь яких спрямована в бік Мекки. Могила самого імператора знаходиться на території чотирнадцятої тераси просто неба на невеликій височині, що має назву Шах-і-Кабул, прямо посеред саду.

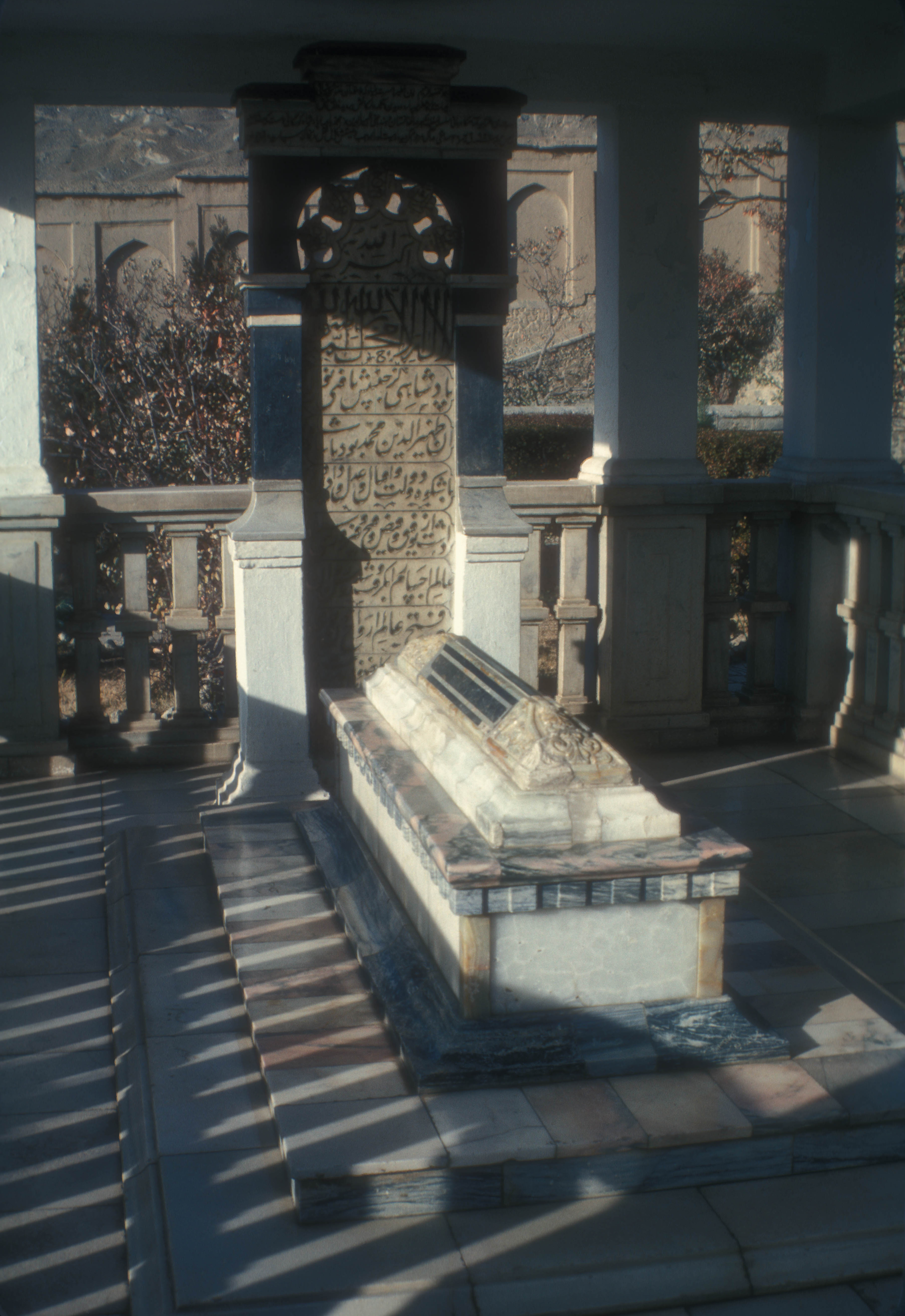
Могила імператора Бабура

Усипальниця оточена білою стіною, виконаної з мармуру. У 20-му столітті в ході численних воєнних дій, громадянської війни і вандалізму мусульманських терористів споруди могили Бабура значно постраждали. Однак у 2002 році були проведені реконструкційні роботи під керівництвом міністерства культури, в ході яких усипальниця імператора моголів отримала свій первісний вигляд. Роботи проводилися за ескізом, створеним в 19-му столітті британським художником-солдатом Чарльзом Массоном незадовго до руйнівного землетрусу 1842 року.
У 1645 році на терасі, розташованої нижче гробниці Бабура, Шахом Джаханом була побудована невелика мечеть. Наприкінці 19-го сторіччя правитель Амір Абдурахман Хан перебудував зруйнований сад за своїм смаком, і тим самим змінив його первісний вигляд, зокрема додалися центральний павільйон і палац Королеви. У 30-ті роки минулого століття Бакг—Е Бабур перетворився на громадський парк, а в 80-ті роки було закінчено його сучасне облаштування. Проте в ході військових дій кінця століття, була зруйнована велика частина споруд, а дерева вирубані. Але в 2011 році за підтримки міністерства культури Афганістану сад був повністю відновлений.
В 2008 році майже 300 000 людей відвідали сад .
Багх—Е Бабур є кандидатом на внесення до списку Всесвітньої спадщини ЮНЕСКО в Афганістані.